# 趙縉 (成化進士)
趙縉（1457年—？年），字廷儀，直隸真定府晉州人，民籍，治《易經》，明朝政治人物。

## 生平
順天府鄉試第一百四名舉人。成化二十三年（1487年）中式丁未科三甲第二十二名進士。

## 家族
曾祖趙清，陰陽典術；祖父趙寧；父趙文紀，五官司辰。母苑氏。